# Khwawa
Khwawa è un villaggio del Botswana situato nel distretto di Kgalagadi, sottodistretto di Kgalagadi South. Il villaggio, secondo il censimento del 2011, conta 817 abitanti.

## Località
Nel territorio del villaggio sono presenti le seguenti 6 località:
- Camp,
- Heartbeest,
- Lazarus,
- Mabogodinku di 14 abitanti,
- Moraka,
- Thotayaletsatsi di 9 abitanti